# Cuba nos Jogos Paralímpicos de Verão de 2012
Cuba irá participar dos Jogos Paralímpicos de Verão de 2012, que irão acontecer na cidade de Londres, na Grã-Bretanha.

## Medalhistas
| Atleta                 | Esporte | Evento                          | Medalha |
| ---------------------- | ------- | ------------------------------- | ------- |
| Lorenzo Pérez Escalona | Natação | 50 metros livre masculino - S6  | Prata   |
| Lorenzo Pérez Escalona | Natação | 100 metros livre masculino - S6 | Bronze  |

## Desempenho

### Levantamento de peso
Masculino
| Atletas                | Evento   | Resultado | Posição |
| ---------------------- | -------- | --------- | ------- |
| Cesar Rubio Guerra     | -52 kg   | 143,0     | 9º      |
| Luis Israel Perea Polo | -67.5 kg | 160,0     | 8º      |

### Natação
Masculino
| Atletas                | Evento                   | Preliminares | Preliminares | Final       | Final       |
| Atletas                | Evento                   | Marca        | Posição      | Marca       | Posição     |
| ---------------------- | ------------------------ | ------------ | ------------ | ----------- | ----------- |
| Lorenzo Pérez Escalona | 50 metros livre - S6     | 29s98 Q      | 1º           | 30s04       |             |
| Yunerki Ortega         | 50 metros livre - S11    | 28s34        | 12º          | Não avançou | Não avançou |
| Lorenzo Pérez Escalona | 100 metros livre - S6    | 1min10s64 Q  | 3º           | 1min08s01   |             |
| Lorenzo Perez Escalona | 400 metros livre - S6    | 5min48s86    | 10º          | Não avançou | Não avançou |
| Yunerki Ortega         | 200 metros medley - SM11 | 2min45s64    | 11º          | Não avançou | Não avançou |